# 현경초등학교
현경초등학교는 대한민국 전라남도 무안군에 있는 초등학교다.

## 학교 연혁
- 1938. 06. 01 현경공립심상소학교 개교
- 1950. 04. 01 현경국민학교 개칭
- 1956. 05. 18 현경초등학교 해운분교장 개장
- 1982. 03. 01 병설유치원 개원
- 1996. 03. 01 현경초등학교 개칭
- 1999. 09. 01 현경남초등학교 통폐합
- 2005. 09. 01 양정초등학교 통폐합
- 2007. 03. 01 현화초등학교 통폐합
- 2013. 09. 01 정두삼 교장선생님 부임
- 2015. 02. 13 제72회 졸업식 (19명 졸업, 총6,565명)
- 2028. 06. 01 개교 90주년